# Anime (Rüstung)
Der Anime, auch „geschienter Stückpanzer“, „Krebs“ ist eine Rüstung und eine Schutzwaffe aus Europa.

## Beschreibung
Der Anime besteht in der Regel aus Stahl. Es handelt sich um einen Brustpanzer, der lamellenartig konstruiert ist. Das obere Stück, vom Hals bis zu den Armen, besteht aus einem Stück. Unterhalb der Arme besteht er aus streifenförmigen Platten, die horizontal und überlappend befestigt sind. Die Überlappungen sind so angelegt, dass sie nach oben hin leicht geöffnet sind. Durch diese Konstruktion wird der Panzer sehr flexibel, so dass der Träger sich sehr gut bewegen konnte. Der Nachteil war die Öffnung der Lamellen nach oben hin, da durch diese Anordnung eine Klinge von oben herab gestoßen leicht zwischen den Lamellen eindringen konnte. Dies führte dazu, dass diese Rüstungsart nur kurz benutzt wurde. Ein sehr schönes Exemplar wird im Metropolitan Museum in New York ausgestellt.